# Alberto Zum Felde
Alberto Zum Felde (Bahía Blanca, 1889 - Montevidéu, 1976) foi um crítico, historiador e ensaísta uruguaio nascido na Argentina. Membro da Academia Nacional de Letras do Uruguai.

## Obras
- "Proceso histórico de Uruguay",
- "Proceso intelectual del Uruguay",
- "El ocaso de la democracia",

entre otras obras.